# 小川眞
小川 眞（おがわ まこと、1937年 - 2021年8月12日）は、日本の農学者・環境生態学者、農林技官。農学博士（京都大学）。大阪工業大学工学部環境工学科元客員教授。日本バイオ炭普及会創設者・初代名誉会長。日本菌学会名誉会員。白砂青松再生の会元会長。日本で初めて森林のノーベル賞といわれる国際森林研究機関連合(IUFRO)の「ユフロ学術賞」を受賞。
専門は、農学・林学・環境生態学/森林生態学、土壌微生物学・菌学。

## 略歴
1937年京都府生まれ。京都大学農学部農林生物学科卒業。1967年同大学大学院農学研究科博士課程修了、農学博士（京都大学）。農林省に入省、林業試験場農林技官・土壌微生物研究室長。その後、森林総合研究所きのこ科長、関西総合環境センター生物環境研究所所長、関西電力顧問などを経て、2006年大阪工業大学工学部環境工学科客員教授。2017年大阪工業大学退官。2021年8月12日逝去。
大阪工業大学工学部環境工学科では、同学科開設初期の農学・林学と環境生態学・微生物学の融合研究の育成に貢献し、特に日本バイオ炭普及会を創設するなど、バイオ炭研究のパイオニアとして、啓蒙・推進を行った。

## 主な受賞
- 国際森林研究機関連合(IUFRO)「ユフロ学術賞」(1981)
- 日本菌学会教育文化賞・名誉会員
- 日本林学会賞(1980)
- 第8回日経地球環境技術賞
- 愛・地球賞（愛知万博）

## 主な著書
- 炭と菌根でよみがえる松（単著、築地書館2007）
- キノコ・カビの研究史 - 人が菌類を知るまで（共著、京都大学学術出版会2010）：国際的に著名な菌学者でキュー王立植物園菌学研究所長を務めたG. C. エインズワース（ロンドン大学PhD）との共著
- 森とカビ・キノコ - 樹木の枯死と土壌の変化（単著、築地書館2009）
- 作物と土をつなぐ共生微生物（農山漁村文化協会1987）
- マツタケの生物学補訂版（単著、築地書館1991）
- 海岸林再生マニュアル（共著、築地書館2012）
- 不思議な生き物カビ・キノコ - 菌学入門（訳書）
- チョコレートを滅ぼしたカビ・キノコの話 - 植物病理学入門（訳書）

## 主な研究
- バイオ炭(炭の土壌改良材)の普及に関する実践的調査研究[5]
- 建築廃木材の炭化プロセスにおけるLC-CO2の算出[6]
- 炭を使った土壌微生物相の調節
- 共生微生物・菌根菌の利用と新資材の開発
- ナラ類の枯死と酸性雪
- 全国海岸黒松林の再生の取り組み

農林学・環境生態学の啓蒙活動として、大阪工業大学環境工学科学生と共に奈良県川上村・あきつの小野公園の桜の養生活動(2012)、大阪工業大学大宮西学舎の桜の養生活動(2010)、立命館大学での立命館土曜講座2010（テーマ: 里山に元気を！炭を使った林地・農地炭素貯留による地域再生）で講義を行っている。